# Taphronota cacuminata
Taphronota cacuminata is een rechtvleugelig insect uit de familie Pyrgomorphidae. De wetenschappelijke naam van deze soort is voor het eerst geldig gepubliceerd in 1893 door Karsch.